# Googie

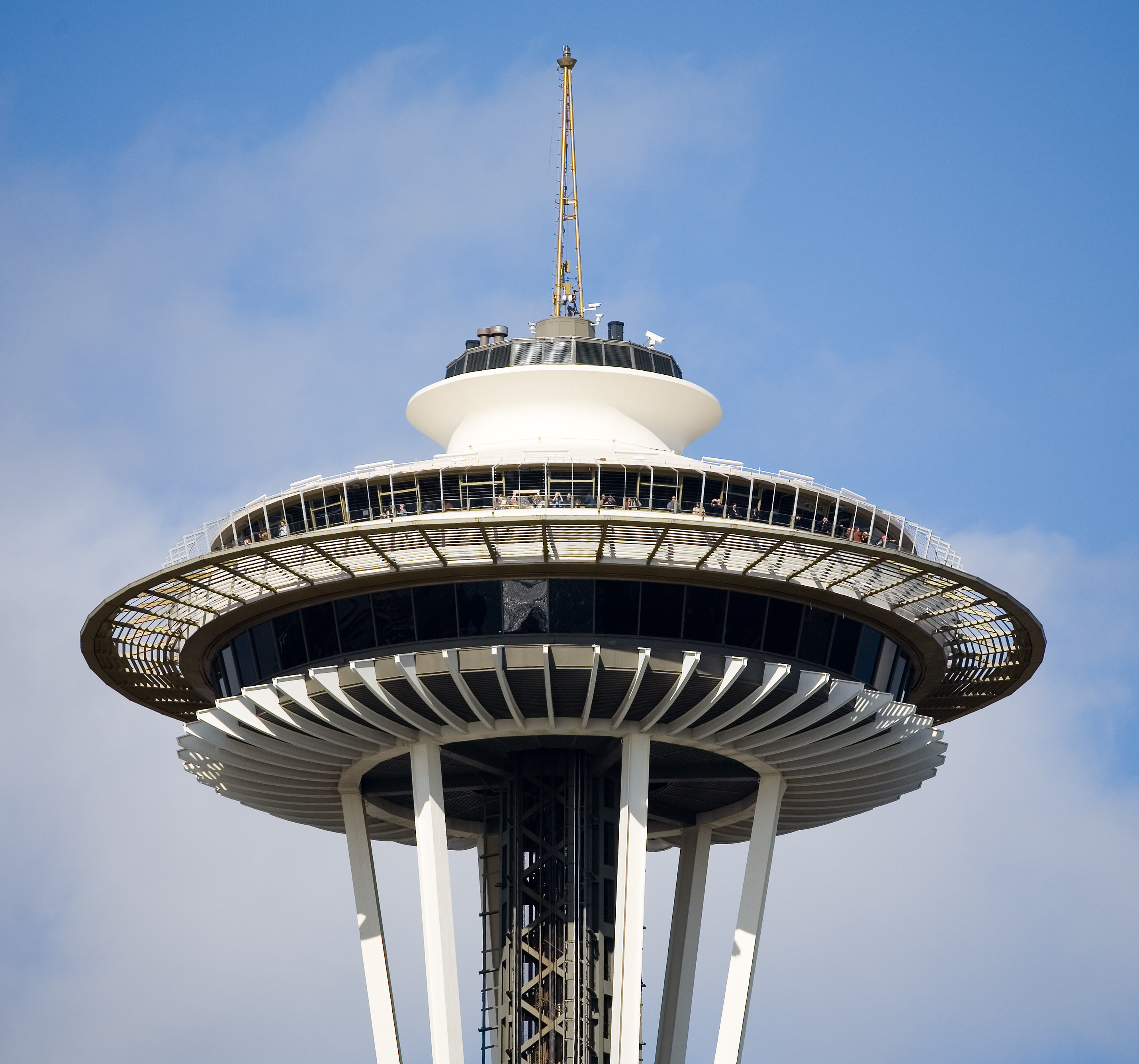
O Obelisco Espacial, erguido para a Expo 62 de Seattle

Googie (também conhecido como populuxe ou Doo-Wop) é um ramo da arquitetura moderna e uma subdivisão da arquitetura futurística. Influenciado pela cultura automobilística e as eras espacial e atômica, surgiu no Sul da Califórnia durante o final da década de 1940, continuando a prevalecer até meados da década de 1960. Os tipos de construções mais projetadas em estilo Googie eram motéis, cafeterias e pistas de boliche.
Entre as características do Googie estão tetos elevados e curvilíneos, figuras geométricas e o uso arrojado de vidro, aço e néon. Assim como ocorreu com o estilo Art Deco das décadas de 1910, 1920 e 1930, o Googie tornou-se cada vez mais desvalorizado com o passar do tempo, e muitas construções feitas neste estilo foram demolidas.